# Lossiemouth Fisheries and Community Museum

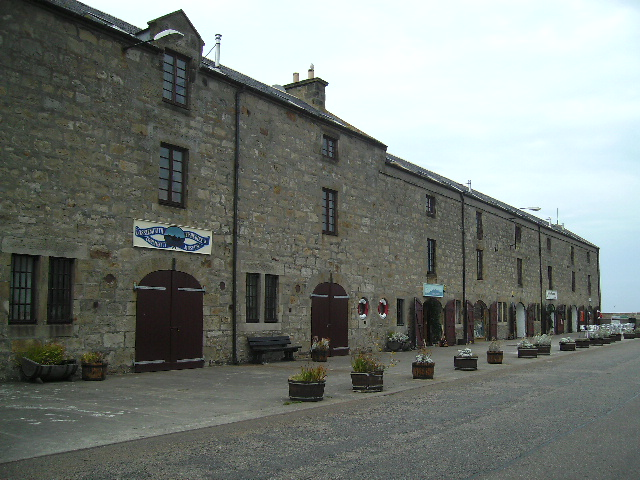
Lossiemouth Fisheries and Community Museum

Das Lossiemouth Fisheries and Community Museum ist ein Fischereimuseum in der schottischen Ortschaft Lossiemouth in der Council Area Moray. 1971 wurde das Bauwerk in die schottischen Denkmallisten zunächst in der Kategorie B aufgenommen. Die Hochstufung in die höchste Denkmalkategorie A erfolgte 1988.

## Geschichte
Der alte Hafen Lossiemouths liegt weiter südlich an der Clifton Road in der Mündung des Lossies. Der heutige Branderburgh Harbour am Stotfield Point wurde zwischen 1837 und 1839 errichtet. Entlang der Anlage wurden 1851 Bodenspeicher erbaut. Im Laufe der 1860er Jahre wurde ein weiterer Speicher ergänzt, welcher auch die Räumlichkeiten des Hafenmeisters beherbergte.
Die Idee zur Einrichtung des Museums entstand im Dezember 1979. Auf der Suche nach einem geeigneten Objekt, waren bald die Hafenspeicher gefunden, die infolge der sinkenden Hafennutzung leer standen. Das Hafenamt verpachtete die Speicher für 50 Jahre an den Museumsverein für eine symbolische Jahrespacht von 20 £. Nachdem die geschätzten Gesamtkosten zur Einrichtung des Museums in Höhe von rund 35.000 £ im Wesentlichen von öffentlichen Stellen und Organisationen gesichert waren, wurde im Januar 1983 mit den Umbauarbeiten begonnen. Ab September desselben Jahres wurden Exponate gesucht, die von Organisationen und der Bevölkerung zur Verfügung gestellt wurden. Am 23. Juni 1984 fand die Eröffnung statt.

## Ausstellung
Die Sammlung des Lossiemouth Fisheries and Community Museum umfasst Exponate aus der Geschichte der Fischerei in Lossiemouth bis zum heutigen Tag. Hierzu zählen zählt eine Sammlung von Schiffsmodellen, aber auch die Mechaniken und Linsen des nahegelegenen Covesea Skerries Lighthouse. Des Weiteren ist das Arbeitszimmer Ramsay MacDonalds, der in Lossiemouth geboren später erster Premierminister des Vereinigten Königreichs der Labour Party wurde, eingerichtet.

## Gebäude
Das Lossiemouth Fisheries and Community Museum steht an der Pitgaveny Street gegenüber dem Hafen von Lossiemouth. Das Mauerwerk der dreigeschossig ausgeführten ehemaligen Bodenspeicher besteht aus grob behauenem Bruchstein. Die ostexponierte Hauptfassade ist zehn Achsen weit. Weite, zweiflüglige Segmentbogentore führen in das Gebäudeinnere. In den oberen Geschossen sind Sprossenfenster eingesetzt. Im neueren, südlichen Gebäudeteil sind sie als Lukarnen ausgeführt. Während das Satteldach des älteren Gebäudeteils mit Wellplatten aus Asbest gedeckt ist, wurde der neuere Gebäudeteil mit Schiefer eingedeckt.